# Achyranthes verticillata
Achyranthes verticillata är en amarantväxtart som beskrevs av Carl Peter Thunberg. Achyranthes verticillata ingår i släktet Achyranthes och familjen amarantväxter. Inga underarter finns listade i Catalogue of Life.